# Taiwansundet

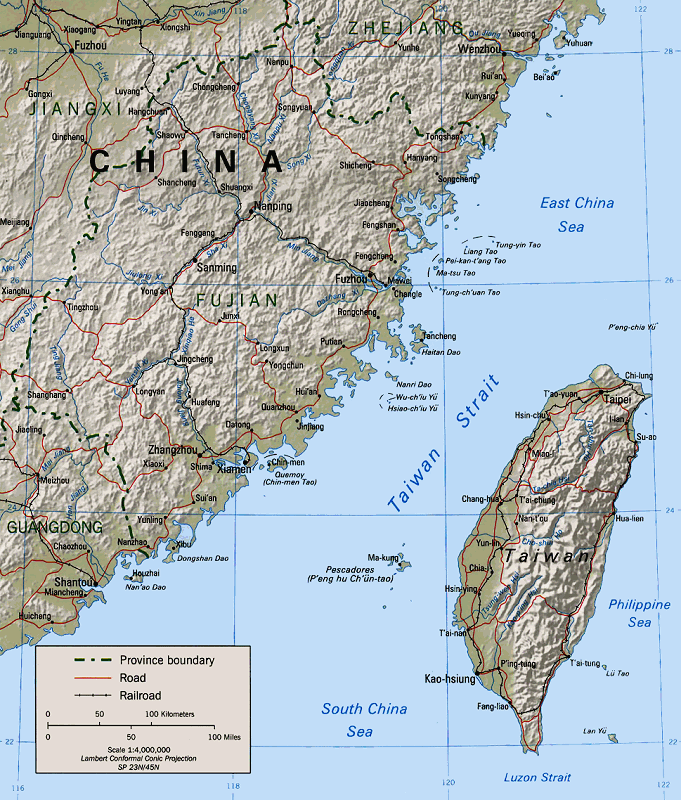
Taiwansundet (Taiwan Strait), mellan det kinesiska fastlandet och Taiwan.

Taiwansundet, eller Formosasundet, är ett sund som skiljer Taiwan från det asiatiska fastlandet. Det är ungefär 180 kilometer brett. Sundet är en del av Sydkinesiska havet.
Sundet har utsatts för militär aktivitet och ett flertal kriser har utspelat sig där sedan 1949, då Kuomintang förlorade det kinesiska inbördeskriget och upprättade en stat på ön Taiwan.
Fastlandskina har även planer på en tunnel eller en bro över sundet sedan 2005. Den är tänkt att gå mellan staden Fuzhou på Fastlandskina till Taipei på Taiwan. Om en sådan konstruktion ska bli verklighet, kommer den att bli den längsta tunneln hittills som byggts av människor. Regeringen på Taiwan har dock motsatt sig att öppna sådana länkar till Kina, dels för landets säkerhet och dels för att man är rädd för att Taiwans självständiga ställning skulle försvinna. 
År 2018 avslöjade Kina planerna på en 135 kilometer lång järnvägstunnel mellan Pingtan i provinsen Fujian till Hsinchu i Taiwan. Tunneln som kommer att passera två förkastningar skall borras på 200 meters djup. Det är dock fortfarande oklart om, och när tunneln byggs.